# ОШ „Доситеј Обрадовић” Ириг
ОШ „Доситеј Обрадовић” Ириг је државна установа основног образовања. Због тога што је целокупна архива уништена током Другог светског рата, нема поузданих података од када школа носи име чувеног српског просветитеља и реформатора Доситеја Обрадовића.
Једини преостали документ с датумом је књига приповедака Иве Андрића из 1936. године на којој се налази печат са текстом: „Државна основна школа Доситеја Обрадовића“. Расположиви подаци указују на то да је школа носила његово име пре Првог светског рата, а можда и раније.

## Школа данас
Школа данас поред матичне школе у Иригу у свом саставу има издвојена одељења у Ривици, Нерадину, Крушедолу и Шатринцима. Поред редовне наставе организоване су луткарска, драмска, новинарска, техничка и ритмичка секција.
- Издвојено одељење у Ривици
- Издвојено одељење у Нерадину